# حرفيش (قرية)
حُرفيش (بالعبريَّة: חֻרְפֵישׁ) هي بلدة عربية في منطقة الجليل، وتقع إداريًا في المنطقة الشمالية شمال إسرائيل على ارتفاع بين 650-814 متر فوق سطح البحر،
وهي سلطة محلية اعترف بها كسلطة محلية عام 1967. معظم سكانها من الدروز إلى جانب أقلية مسيحية.

## التسمية
وفقاً للباحث مصطفى الدباغ حُرفيش هي تحريف لكلمة «حَربوشتا» السريانيَّة، والتي تعني الصرصور والخُنفسة. في حين يشير الباحث شكري عرّاف أنّ اسم البلدة يأتي من الخُرفيش، وهو نبات يكثر في المنطقة.

## تاريخ
تقع المدينة في موقع قديم، حيث تم استكشاف فسيفساء والنقوش اليونانية في المنطقة.
في الحقبة الصليبية كانت القرية تعرف باسم «حُرفيس». في عام 1183 كان جزءًا من عقار تم بيعه من جيفري لو تور إلى جوسلين الثالث كونت الرها. في عام 1220 قامت ابنة جوسلين الثالث كونت الرها بياتريكس دي كورتيناي وزوجها أوتو فون بوتنلوبين، كونت أوف هينبرج، ببيع العقار لفرسان تيوتون. وتم إدراج القرية على أنها لا تزال من ممتلكات فرسان تيوتون في عام 1226.

### الحقبة العثمانية
في عام 1596 ظهرت القرية تحت اسم حورفايش في سجلات الضرائب العثمانية كجزء من ناحية إدارية، وكجزء من سنجق صفد. وكان جميع السكان من المسلمين، وتألفوا من 41 أسرة وعشرة عزاب. دفعوا ضرائب على الماعز وخلايا النحل، بالإضافة إلى العائدات العرضية؛ ولكن كان أكبر مبلغ ضريبة ثابتة حوالي 6,000 آقجة. وبلغ مجموع الضرائب 6,930 آقجة، وذهبت جميع العائدات إلى الوقف.
تعود أصول والد مريم بواردي، جريس بواردي إلى قرية حُرفيش. وتُعد مريم بواردي قديسة بحسب المعتقدات الكاثوليكية. في عام 1875 لاحظ فيكتور جويرين كنيسة قديمة تدعى كنيسة القديس جوارجيوس ويستخدمها المسيحيون الروم الأرثوذكس البالغ عددهم 50 في القرية. بالإضافة إلى ذلك، في حُرفيش حوالي 300 شخص من الموحدون الدروز. في عام 1881 وصف صندوق استكشاف فلسطين قرية حرفيش بأنها «قرية مبنية من الحجر، تحتوي على حوالي 150 مسيحيًا، وتقع على سلسلة من التلال المنخفضة، مع وجود التين والزيتون والأراضي الصالحة للزراعة. يوجد عدد قليل من الآبار في القرية، وأربعة ينابيع جيدة على الجانب الجنوبي».
أظهرت قائمة السكان والتي تعود إلى حوالي عام 1887أن حرفيش ضمت على حوالي 645 نسمة، كان منهم حوالي 115 مسيحي وحوالي 530 مُسلم.

### الإنتداب البريطاني
في تعداد فلسطين عام 1922، والذي أجرته سلطات الانتداب البريطاني، بلغ عدد سكان حُرفيش حوالي 412 نسمة؛ كان منهم حوالي 386 درزيًا وحوالي 26 مسيحيًا. وكان جميع المسيحيين من الطائفة الملكانية (كاثوليك ملكيين). وازداد عدد السكان في تعداد 1931 إلى حوالي 527 نسمة؛ كان منهم 18 مسلمًا، وحوالي 35 مسيحيًا وحوالي 474 درزيًا، وكانوا يعيشون في 110 منازل.
في إحصاءات عام 1945، كان عدد سكان حُرفيش حوالي 830 نسمة؛ منهم 20 مسلمًا وحوالي 30 مسيحيًا وحوالي 780 شخص تم تصنيفهم على أنهم «آخرون» (أي موحدون دروز)، وضمت القرية على مع ما مجموعه 16,904 دونم من الأراضي. ومن هذا، كان هناك 1,039 مزرعة وأراضي قابلة للري، وحوالي 2,199 دونم تم تخصيصها للحبوب، في حين تم تصنيف 91 دونم على أنها أرض مبنية (حضرية).

### دولة إسرائيل

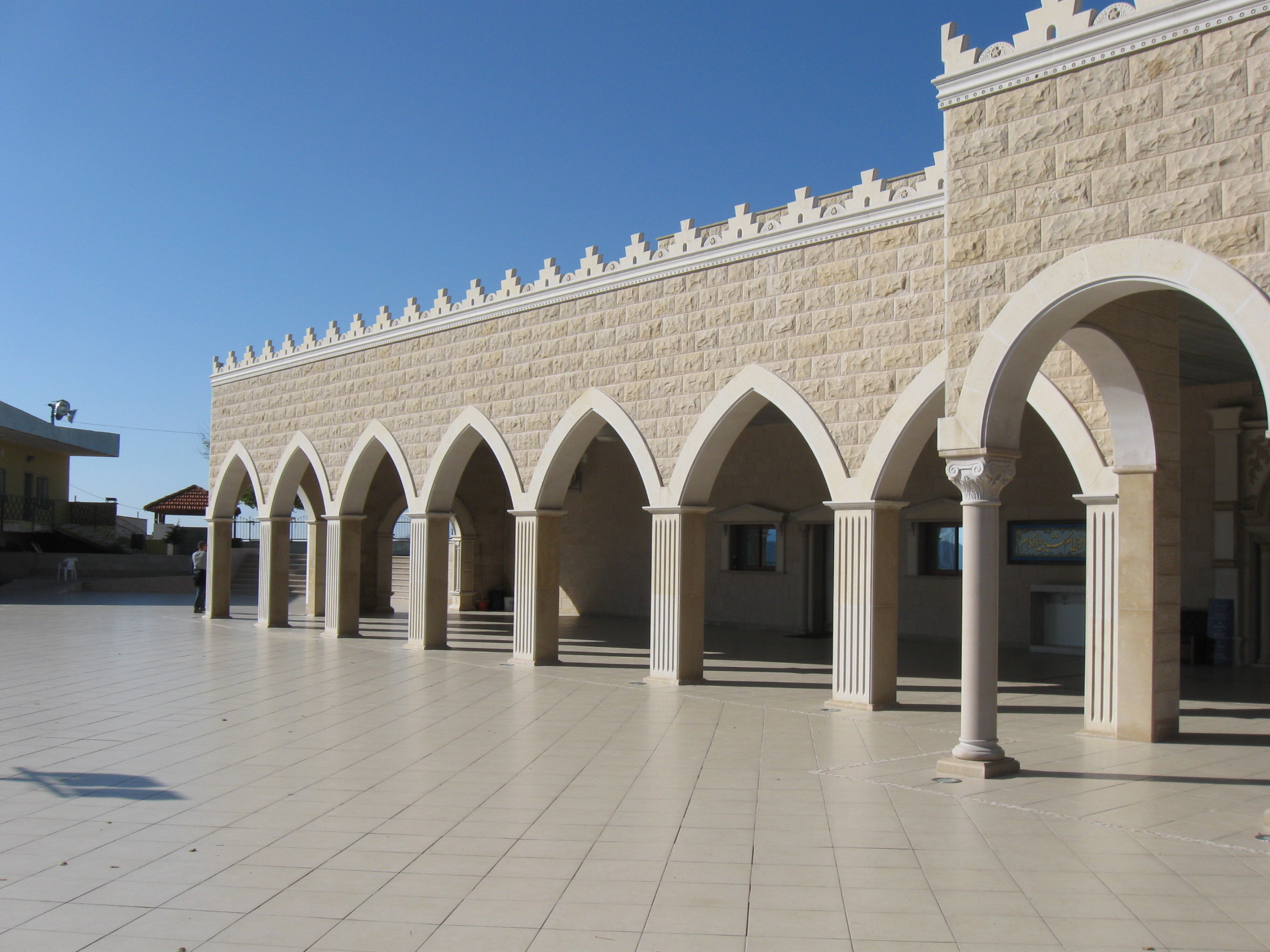
مقام النبي سبلان في حُرفيش.

استسلمت حُرفيش للجيش الإسرائيلي المتقدم أثناء عملية حيرام في أكتوبر عام 1948. وتم حجب خطة الجيش الإسرائيلي في ديسمبر عام 1949، لطرد السكان من قبل وزارة الخارجية.
أُعلن عن حُرفيش كمجلسًا محليًا في عام 1967. ووفقًا لمكتب الإحصاء المركزي الإسرائيلي بلغ عدد سكان البلدة حوالي 5,200 نسمة في عام 2006، مع معدل نمو بلغ 1.9%. كما في عام 2014، كان غالبية السكان من الموحدون الدروز (96.2%)، مع أقلية من المسيحيين (3.2%) والمُسلمين (0.3%). من العائلات الدرزية في البلدة كل من فارس، وبدر، وعامر، وشنّان، ومرعي وغيرها. ويتبع جلّ مسيحيي البلدة كنيسة الروم الملكيين الكاثوليك، والحمائل المسيحية في حُرفيش هي كل من: آل حداد وهي أسرة تعود أصولها إلى صفد وقد عرفوا باسم بلوط لاحقاً، وآل سعد وآل دهموش. ولدى الطائفة المسيحية محلية كنيسة وهي كنيسة القديس جوارجيوس للروم الكاثوليك. هناك نسبة كبيرة من السكان يعملون كضباط وفي الشرطة والجيش.
في عام 2017 قُتل شرطيين من المواطنين الدروز في إسرائيل وهما هائل ستاوي من المغار وكميل شنان من حُرفيش من قبل ثلاثة شبان من سكان مدينة أم الفحم خلال عملية إطلاق نار في ساحات المسجد الأقصى في مدينة القدس، أدى الحادث إلى خلافات ونزاعات بين المسلمين والدروز.
في عام 2017 نما عدد السكان بمعدل نمو سنوي بلغ 1.2%. وكانت في المرتبة الرابعة من أصل عشرة في المؤشر الاجتماعي-الاقتصادي في عام 2015. وبلغت نسبة المؤهلين للحصول على شهادة الثانوية العامة أو البجروت بين طلاب الصف الثاني عشر بين عام 2016 وعام 2017 حوالي 90.6%. وكان متوسط الراتب الشهري للسكان في نهاية عام 2016 هو 7,179 شيكل جديد بالمقارنة مع المتوسط الوطني حوالي 8,913 شيكل جديد.
بحسب إحصائيات العام 2021، بلغ عدد السكان 6,581 نسمة. 3,314 ذكر و3,267 أنثى جميعهم عرب. 0.2% منهم مسلمون و2.9% مسيحيون و96.6% دروز. وكان الراتب المتوسط في الشهر للذكر هو 11,379 شاقل بينما للأنثى 4,659 شاقل. ووفقُا لنفس العام فإن نسبة المؤهلين لشهادة الثانوية العامة (شهادة بجروت) إرتفعت إلى 93.7%.

## أعلام
- تركي عامر، (29 ديسمبر 1954) شاعر.

## معالم
يقع في البلدة مقام النبي سبلان وهو أحد الأماكن المقدسة الهامة لدى الدروز.